# Bosco (Corniglio)
Bosco di Corniglio è una frazione del comune di Corniglio, in provincia di Parma, posta a 842 metri s.l.m.

## Geografia fisica
Il paese sorge su un promontorio di origine glaciale sulla sinistra orografica del torrente Parma.

## Storia
Il paese deve il suo nome alla vasta foresta posta a sud del castello fino alle cime dell’Appennino.
Il paese di Bosco sorse in epoca medievale attorno al suo castello, edificato alla confluenza del Torrente Parma e del rio di Costa. La più antica testimonianza della presenza del borgo risale al 1216, quando Armanno da Cornazzano vendette i suoi beni posti nella giurisdizione di Bosco al vescovo di Parma, Obizzo Fieschi.
Nel 1370 il dominio del vescovo di Parma cessò e il castello fu ceduto per debiti al nipote Giacomo e al pronipote Bertrando. Il castello venne quindi fortificato durante le guerre tra i Rossi e i Terzi. L'11 aprile del 1409 la torre venne conquistata dai Terzi, ma il loro dominio verrà poi soppiantato da quello dei Fieschi. Il territorio passò poi a Pier Maria Rossi nel 1431, ma alla sua morte il castello, di proprietà del figlio Bertrando, viene assediato da Obietto Fieschi, alleato di Ludovico Il Moro nella guerra contro i Rossi, con tre squadre di armigeri e duecento pedoni, a causa del tradimento del castellano Michele Bajardi di Calestano, che Pier Maria aveva messo a capo delle difese del castello.
Nel 1512, il 30 novembre, Filippo Maria Rossi, già signore di Corniglio, conquistò il castello ("a dì ultimo di novembre 1512... presero el Castel del Bosco") e, costatandone il degrado, lo ristrutturò. Alla morte di Filippo Maria avvenuta nel 1529, il castello passò ai figli Camillo e Marsilio e quindi, morto Marsilio nel 1560 al figlio di Camillo, Filippo Maria il giovane. Caduto Filippo in disgrazia e arrestato dai Farnese, il castello venne confiscato dalla camera ducale nel 1593, andando definitivamente in rovina.
Nel settembre del 1944 il Comando Unico Operativo (CUO) fu trasferito a Bosco, con l’intento di rafforzare la presenza partigiana nel versante est Cisa. La mattina del 17 ottobre 1944 una colonna nemica, guidata da una spia (Mario lo Slavo), giunse a Bosco. Con una azione rapida eliminò il CUO, barricato negli edifici dell’albergo Ghirardini, dove aveva sede. Sei partigiani caddero durante l’attacco, ovvero il Comandante unico Pablo, colpito da una raffica mentre saltava da una finestra del primo piano dell'albergo per salvarsi, il Comandante militare di piazza di Parma Renzi, Giuseppe Picedi Benettini "Penola", ufficiale di collegamento, e i partigiani Enzo Gandolfi, Domenico Gervasi e Settimio Manenti. Mentre l'albergo veniva dato alle fiamme, gli altri riuscirono a mettersi in salvo. Si trattò di un colpo durissimo per il movimento resistenziale, che reagì prontamente eleggendo un nuovo CUO sei giorni dopo, con comandante unico Giacomo Ferrari.

## Monumenti e luoghi d'interesse

### Chiesa di San Lorenzo

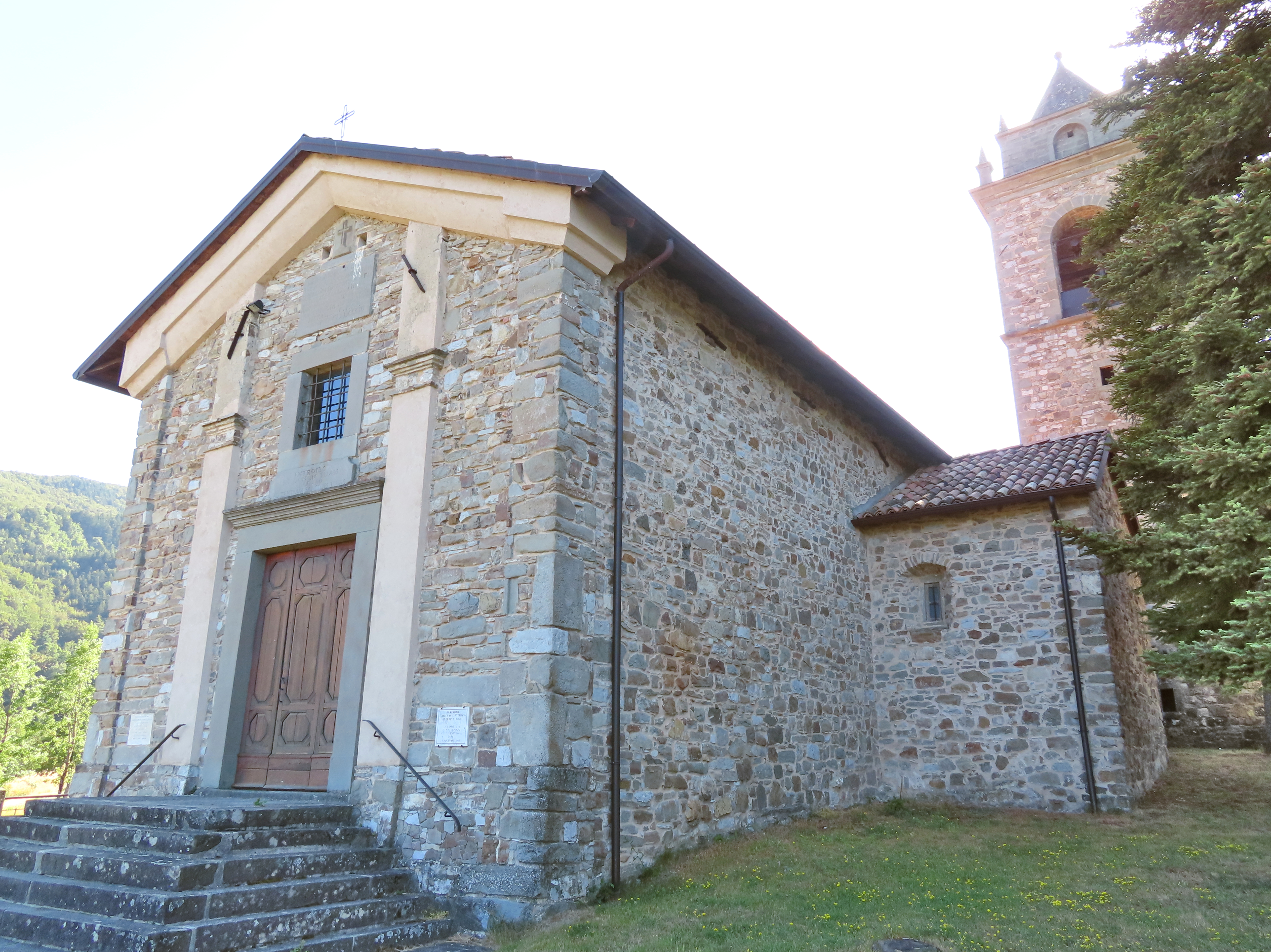
Chiesa di San Lorenzo

Costruita nella località di Cirone agli inizi del XVII secolo per sostituire la parrocchiale medievale di Bosco ormai in rovina, la chiesa di San Lorenzo fu completata entro il 1638; ristrutturata in forme neoclassiche tra il 1796 e il 1803, fu restaurata nel 1970 e nuovamente tra il 2006 e il 2013. L'edificio, caratterizzato dalla facciata a capanna in pietra scandita da quattro lesene, accoglie alcune opere di pregio, tra cui una cinquecentesca croce astile e un ottocentesco conopeo.

### Oratorio di San Giacomo

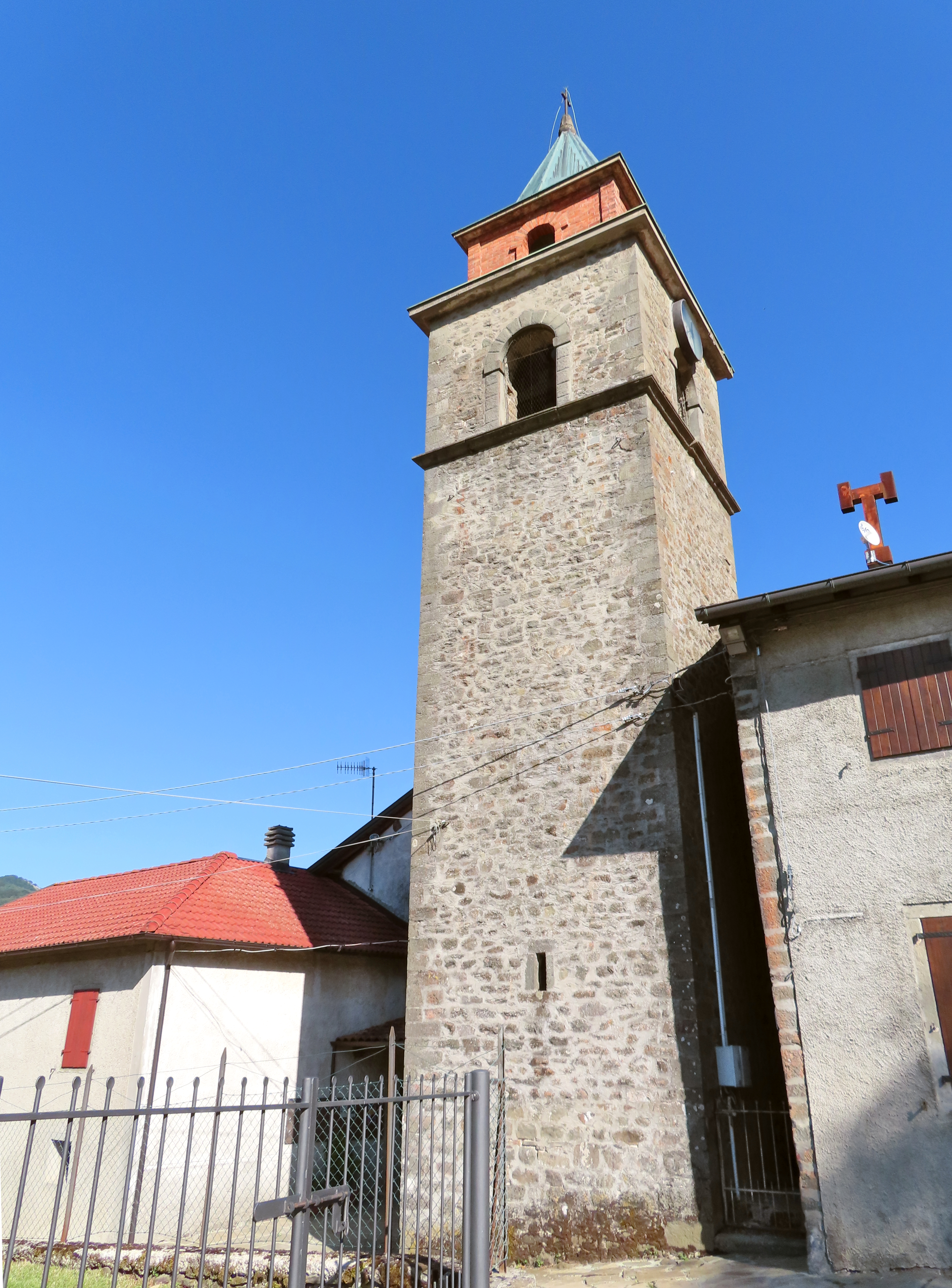
Campanile dell'oratorio di San Giacomo

Costruito tra il 1622 e il 1631 nel centro di Bosco a causa dell'eccessiva distanza rispetto alla costruenda chiesa di San Lorenzo, l'oratorio rimase de facto la sede parrocchiale di Bosco, grazie anche alla presenza del fonte battesimale; ridedicato più volte fino alla definitiva intitolazione a san Giacomo, fu dotato del campanile nel 1725. L'edificio, caratterizzato dalla massiccia torre campanaria in pietra che si erge davanti alla semplice facciata a capanna, è affiancato da due cappelle.

### Castello
Edificato nel 1400, divenne di proprietà dei Rossi nel 1413, per poi passare ai Fieschi verso la fine del secolo. Tornato poi ai Rossi nel 1521, venne confiscato dalla camera ducale nel 1693. Attualmente sono visibili solo le fondamenta e i resti della torre centrale.

### Cirone
Il borgo, poco distante da Bosco, da cui dipende la sua storia, sorge sulle pendici del Monte Tavola, sulla sinistra idrografica del Torrente Parma, su una delle più antiche vie tra l’Emilia e la Toscana: il Passo del Cirone (1260 m s.l.m), che, durante il V secolo d.C., a causa delle guerre tra bizantini e longobardi, fu di primaria importanza poiché permetteva facilmente la comunicazione tra Parma e Lucca. Esso decadde però con la graduale crescita dell'utilizzo del Passo della Cisa, e la riattivazione della strada riavvenne solo nel 1546, sotto il Ducato di Parma. Vicino all'abitato, nella località detta "Capo Pragota", oggi "Costa" (dal nome del Capitano Costa, gestore dela dogana sotto Maria Luigia), sorgeva la dogana tra il Ducato di Parma e la Toscana.
Attualmente al Passo del Cirone vi è una piccola Chiesa, realizzata nel 2000, sul modello delle antiche cappelle di montagna.